# Стична площина

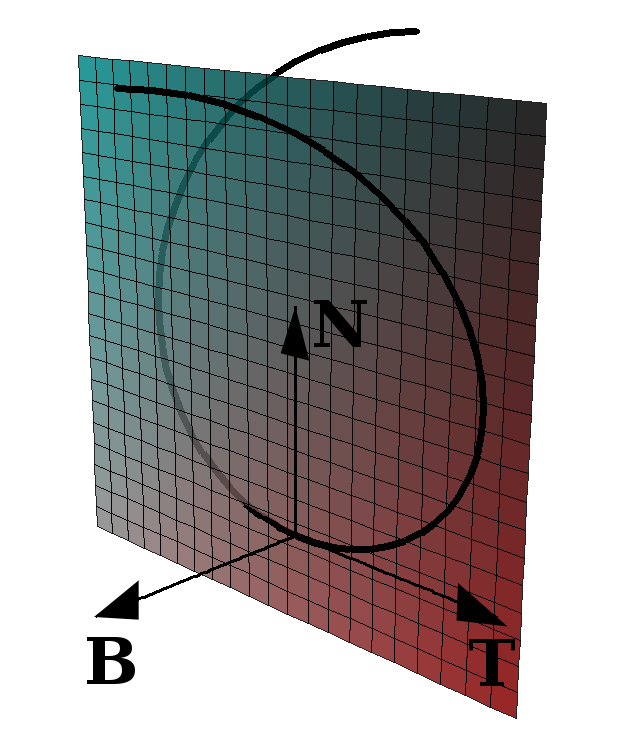
Репер Френе-Серрі для кривої в просторі і стична площина натягнута на вектори T і N.

У математиці, особливо в диференціальній геометрії, стична площина (англ. osculating plane) є площиною в евклідовому або в афінному просторі, яка стикається з підмноговидом у точці таким чином, щоб був дотик другого порядку в цій точці.
Дотична площина в евклідовому просторі може бути описана в термінах формул Френе-Серрі як лінійна оболонка дотичного і нормального векторів.

## Стична площина кривої
У евклідовому просторі, площина π називається стичною площиною кривої в точці P, якщо
{\displaystyle \lim _{Q\to P}{\frac {h}{d^{2}}}=0,}
де Q — точка на кривій, d — відстань від точки Q до площини π.
Відомо, що у кожній точці C²-регулярної кривої існує стична площина. Якщо для радіус-вектора {\displaystyle r} кривої, вектори {\displaystyle r'} і {\displaystyle r''} в точці P не колінеарні, то стична площина єдина. В іншому випадку, будь-яка площина, що проходить через дотичну в точці P, є стичною в цій точці.
Нехай крива задається радіус-вектором {\displaystyle r(t)}. Точці P відповідає значення параметру {\displaystyle t=t_{0}}. Тоді вектором нормалі стичної площини в точці P буде вектор {\displaystyle r'(t_{0})\times r''(t_{0})}, а рівняння стичної площини буде
{\displaystyle \langle R-r(t_{0}),r'(t_{0})\times r''(t_{0})\rangle =0}
або
{\displaystyle \left(R-r(t_{0}),r'(t_{0}),r''(t_{0})\right)=0.}
В координатному вигляді рівняння стичної площини до кривої, заданої параметричним рівнянням {\displaystyle r(t)=(x(t),y(t),z(t))}, у точці {\displaystyle (x(t_{0}),y(t_{0}),z(t_{0}))} має вигляд:
{\displaystyle {\begin{vmatrix}X-x(t_{0})&Y-y(t_{0})&Z-z(t_{0})\\x'(t_{0})&y'(t_{0})&z'(t_{0})\\x''(t_{0})&y''(t_{0})&z''(t_{0})\end{vmatrix}}=0}